# Tchélol Ballol
Tchélol Ballol (auch: Tchelol Balol, Tchelol Bolol, Tcholol Bol, Tiélolbaléol, Tyélolbaléol) ist ein Weiler in der Landgemeinde Ouro Guélédjo in Niger.

## Geographie
Der Weiler liegt an der Staatsgrenze zu Burkina Faso. Er befindet sich rund 54 Kilometer südwestlich des Hauptorts Ouro Guélédjo der gleichnamigen Landgemeinde, die zum Departement Say in der Region Tillabéri gehört. Zu den Siedlungen in der näheren Umgebung von Tchélol Ballol zählen Mossi Paga und Koulbou im Nordwesten sowie Weil Souldou und Dantchandou im Nordosten.
Es herrscht das Klima der Sudanzone vor, mit einer durchschnittlichen jährlichen Niederschlagsmenge zwischen 600 und 700 mm. Tchélol Ballol ist Teil einer Important Bird Area namens Makalondi district, die sich im Radius von rund 25 Kilometern um den Gemeindehauptort Makalondi erstreckt. Der Schweizer Missionar Pierre Souvairan, der von 1968 bis 1998 in der Gegend lebte, beobachtete hier etwa 310 verschiedene Vogelarten.

## Geschichte
In Tchélol Ballol wurden 1994 mehrere Infrastrukturprojekte umgesetzt. Diese umfassten Brandschutzmaßnahmen, die Errichtung einer Dorfgärtnerei einschließlich der Ausbildung von Gärtnern sowie Pflanzungen auf von Bodendegradation betroffenen Flächen.

## Bevölkerung
Bei der Volkszählung 2012 hatte Tchélol Ballol 885 Einwohner, die in 89 Haushalten lebten. Bei der Volkszählung 2001 betrug die Einwohnerzahl 628 in 61 Haushalten.

## Wirtschaft und Infrastruktur
In Tchélol Ballol wird ein Wochenmarkt abgehalten. Er zieht Händler aus der Hauptstadt Niamey und Bewohner der umliegenden Gemeinden in Niger und Burkina Faso an. Am Markt wird auch mit Vieh gehandelt.